# IC 4283
IC 4283 је спирална галаксија у сазвјежђу Ловачки пси која се налази на листи објеката дубоког неба у Индекс каталогу.
Деклинација објекта је + 28° 23' 20" а ректасцензија 13h 32m 10,7s. Привидна величина (магнитуда) објекта IC 4283 износи 14,6 а фотографска магнитуда 15,4. IC 4283 је још познат и под ознакама CGCG 161-78, PGC 47611.